# Parksystem Kluane-Wrangell-St.-Elias-Glacier-Bay-Tatshenshini-Alsek
Kluane-Wrangell-St.-Elias-Glacier-Bay-Tatshenshini-Alsek ist ein internationales Parksystem in Kanada und den Vereinigten Staaten, an der Grenze zwischen Yukon, Alaska und British Columbia gelegen.
Aufgrund der spektakulären Gletscher- und Eislandschaften sowie der Bedeutung des Lebensraums für Grizzlybären, Karibus und Dallschafe gehört das Parksystem zum UNESCO-Welterbe. Der Kluane-Nationalpark wurde gemeinsam mit dem Wrangell-St.-Elias-Nationalpark schon 1972 zum Weltnaturerbe ernannt. 1992 wurde der Glacier-Bay-Nationalpark und 1994 der Tatshenshini-Alsek Provincial Park hinzugefügt.
Das Parksystem beherbergt eine Reihe bemerkenswerter Landformen, darunter das größte nicht-polare Eisfeld der Welt; den größten Vorgebirgsgletscher der Welt (Malaspina Glacier), den längsten Talgletscher der Welt (Nabesna Glacier), sowie den höchsten Gipfel Kanadas und den zweithöchsten Gipfel Nordamerikas, den Mount Logan, mit 5.959 m. Die Gesamtfläche des Parksystens beträgt 98.391,2 km², vergleichbar mit der Fläche Südkoreas.

## Parks
Das internationale System umfasst Parks in zwei Ländern und drei Verwaltungsregionen:
- Kluane-Nationalpark (kanadischer Nationalpark im Yukon-Territorium)
- Wrangell-St.-Elias-Nationalpark (US-Nationalpark in Alaska)
- Glacier-Bay-Nationalpark (US-Nationalpark in Alaska)
- Tatshenshini-Alsek Provincial Park (Kanadischer Provinzpark in British Columbia)